# Ambidextrie
Ambidextria este abilitatea unei persoane de a-și folosi ambele mâini (dreapta și stânga) cu ușurință. Persoana care are această abilitate se numește ambidextră.  Situația în care persoanele posedă această abilitate în mod natural este foarte rară, și doar una din o sută de persoane este ambidextră în mod natural. 
Cuvântul ambidextru provine de la cuvintele latine ambi, care înseamnă "ambele" și dext, care înseamnă "drept". Cu totul, semnifică "ambele îndemânări".
Ambidextria este adesea încurajată în activitățile ce cer îndemânare și folosirea ambelor mâini, cum ar fi: tricotajul, tastatul, jonglatul, înotul, cântatul la percuție, baseball-ul, paintball-ul,chirurgia, boxul, artele marțiale, parkour-ul și baschetul.